# Групов отбор
В еволюционната биология, груповият отбор е свързан с идеята, че алелите могат да бъдат фиксирани или разпространени в една популация поради предимствата, които ѝ предоставят, независимо от влиянието на алелите върху приспособимостта на индивидите в рамките на групата.
Груповият отбор често е бил използван като обяснение на адаптациите, особено от Виро Уайн-Едуардс  През последните десетилетия обаче, редица учени като Джордж К. Уйлямс , Джон Мейнард Смит  и К.М. Перинс (1964) хвърлят сериозно съмнение върху ролята на груповия отбор като основен еволюционен механизъм. Все пак, в последно време, благодарение на някои модели на груповия отбор, идеята за него бива отново възродена  (все пак не като фундаментален механизъм, но като явление, производно на стандартния отбор. ).